# 上甘岭镇
上甘岭镇是中华人民共和国黑龙江省伊春市友好区下辖的一个镇。
2016年，伊春市人民政府批准撤销红山街道办事处，下辖地区由上甘岭区直辖。2019年6月，国务院同意调整伊春市部分行政区划，撤销上甘岭区，并入友好区；同年，黑龙江省人民政府批准设立上甘岭镇。

## 行政区划
上甘岭镇下辖以下村级行政区划单位：
便民社区、安民社区、青山村、长青村、平川村和锦绣村。